# Сухотина, Людмила Григорьевна
Людми́ла Григо́рьевна Сухотина (девичья фамилия Агафонова; 1930—2009) — советский и российский историк, доктор исторических наук, профессор. Автор 110 научных работ, принимала участие в написании третьего тома 5-томной «Истории Сибири» (1963—1965).

## Биография
Родилась 3 января 1930 года в селе Коршуново Киренского района Иркутской области в семье Григория Ивановича Инешина (1900—1974) и его жены — Нины Семеновны Агафоновой (1903—1981); отчим — Степан Васильевич Дубровский (1885—1963).
После окончания в 1947 году в Якутске женской средней школы № 7, Людмила поступила на историческое отделение историко-филологического факультета Томского государственного университета (ТГУ), который с отличием окончила в 1952 году по специальности «История» с квалификацией «историк». По окончании вуза работала в родном университете старшим лаборантом кафедры всеобщей истории историко-филологического факультета. С ноября 1953 года — преподаватель истории СССР и истории партии Томского зооветеринарного техникума Министерства сельского хозяйства РСФСР, с ноября 1956 года — аспирант кафедры истории СССР ТГУ. С сентября 1960 года — лаборант, с сентября 1961 года — ассистент кафедры истории СССР.
В 1963 году защитила кандидатскую диссертацию на тему «Крестьянство Томской губернии в конце XIX — начале XX вв.». С мая 1966 года Людмила Сухотина работала — доцентом кафедры истории СССР досоветского периода, 1 сентября 1979 года — старшим научным сотрудником (докторант), с сентября 1981 года — доцентом этой же кафедры Томского государственного университета. В марте 1986 года защитила докторскую диссертацию на тему «Проблемы русской революционной демократии XIX в. в современной английской и американской буржуазной историографии» и февраля 1987 года работала профессором кафедры истории СССР досоветского периода. С 1975 по 1996 год одновременно являлась куратор Факультета повышения квалификации.
Под руководством Л. Г. Сухотиной подготовлено 7 кандидатов и 1 доктор исторических наук. Она принимала участие в работе Всесоюзных симпозиумов и конференций, состояла членом докторского диссертационного совета ТГУ. Была членом ВКП(б)/КПСС с 1957 года. Состояла членом Куйбышевского райкома ВЛКСМ и Кировского райкома КПСС города Томска, являлаяь парторгом кафедры и членом партбюро факультета. Публиковалась в томских газетах, выступала на радио и телевидении.
Удостоена звания «Почетный работник высшего профессионального образования РФ» (1998), награждена медалью «За заслуги перед Томским государственным университетом» (1998).
Умерла 16 июня 2009 года в Томске.
Был замужем за А. К. Сухотиным — учёным-философом.